# Musiken till Svenska Mässan
Musiken till Svenska Mässan är en bilaga med musik till 1894 års kyrkohandbok för Svenska kyrkan. Den 16 november 1894 tillsattes en kommitté utarbeta en bilaga med musik till kyrkohandboken. Kommittén bestod av Gunnar Wennerberg, Conrad Nordqvist, Richard Norén och Johan Lindegren.

## Innehåll
Innehållet i boken består av olika musikdelar till gudstjänsten inom svenska kyrkan.

### Herre, förbarma Dig. (Kyrie)
Det finns 13 stycke "Herre, förbarma Dig" i boken:
- 1a och b Herre, förbarma dig (1a är med orgel och församling och 1b är för SSATBB)
- 2 Herre, förbarma dig
- 3a och b Herre, förbarma dig (3a för församling och orgel och 3 b för SATB)
- 4. Herre, förbarma Dig ur Bjuråkers-handskriften och Svenska Mässan.
- 5. Herre, förbarma dig
- 6. Herre, förbarma Dig ur Bömiska Brödernas sångbok.
- 7. Herre, förbarma Dig ur Officia Missae (1605) och Nürnberger-Agendan (1639).
- 8. Herre, förbarma Dig av Giovanni Pierluigi da Palestrina.
- 9. Herre, förbarma Dig av Antonio Lotti för SATB.
- 10. Herre, förbarma Dig av Johan Lindegren för SSATB.
- 11. Herre, förbarma Dig ur Missa Brevis av Giovanni Pierluigi da Palestrina för SATB.

### Ära vara Gud. (Gloria.)
- 12 a. Ära vare Gud.
- 12 b. Ära vara Gud.
- 13 Ära vara Gud ur Lucas Lossius Psalmodia.
- 14 Ära vara Gud ur Pfalziska kyrkoordningen.
- 15 Ära vara Gud ur Spangenberg Kirschengesänge.
- 16 Ära vara Gud ur Lucas Lossius Psalmodia.
- 17 Ära vara Gud ur Manuale Chorale.
- 18 Ära vara Gud från ett motiv ur Bjuråkers-handskriften och Manuale Chorale.
- 19 Ära vara Gud

### Allena Gud i himmelrik
- 20a och b. Allena Gud i himmelrik (a är original och b versioner är bearbetad av Oscar II)

### Vi prisa Dig. (Laudamus)
- 21. Vi prisa Dig
- 22. Vi prisa Dig
- 23. Vi prisa Dig
- 24. Vi prisa Dig ur Graduale Romanum.
- 25. Vi prisa Dig av Richard Norén.
- 26. Vi prisa Dig av Conrad Nordqvist
- 27. Vi prisa Dig av Gunnar Wennerberg.
- 28. Vi prisa Dig av John Morén.
- 29. Vi prisa Dig av Johan Lindegren för SATBB.
- 30. Vi prisa Dig av Johan Lindegren för SATBB och orgel.
- 31. Vi prisa dig av Claes Rendahl för SATB och orgel.
- 32. Vi prisa Dig av Johan Lindegren för SSATB och orgel.
- 33. Vi prisa Dig av Johan Lindegren för SSA.
- 34. Vi prisa Dig av Richard Norén för TTBB.
- 35. Vi prisa Dig av Johan Lindegren för TTBB.

### Herren vare med eder (Salutation)
- 36. Herren vare med eder
- 37. Herren vare med eder
- 38. Herren vare med eder
- 39. Herren vare med eder

### Det enkla Amen
- 40a-i Det enkla Amen

### Vi tro på en allsmäktig Gud (Credo).
- 41. Vi tror på en allsmäktig Gud av Martin Luther
- 42. Vi tro på en allsmäktig Gud av Johan Lindegren.
- 43. Vi tro på en allsmäktig Gud av Johan Lindegren.

### Nattvardsmässa
- 44. Nattvardsmässa.
- 45. Nattvardsmässa av Åhlström år 1818.
- 45. Nattvardsmässa.
- 46. Nattvardsmässa.

### Helig. (Sanctus.)
- 47. Helig
- 48. Helig
- 49. Helig
- 50. Helig
- 51. Helig
- 52. Helig av Hans Leo Hassler
- 53. Helig
- 54. Helig
- 55. Helig

### Herrens frid. (Pax.)
Samtliga texter till Herres frid lyder: Herrens frid vare med eder!
- 56. Herrens frid ur Brandenburska och Nünberska kyrkoordningen.
- 57. Herrens frid ur Layriz Kern des Deutschen evengelise Kirschengesanges.
- 58. Herrens frid ur Mark-Brandenburska kyrkordningen.
- 59. Herrens frid ur Häffers mässa.

### O Guds Lamm. (Agnus Dei.)
- 60a. O Guds Lamm
- 60b. O Guds lamm
- 61. O Guds Lamm av Conrad Nordqvist.
- 62. O Guds Lamm av Richard Norén.
- 63. O Guds Lamm av svensk tradition.
- 64a. O Guds Lamm ur Liber Cantus, en liten sångbok och Svenska Mässan.
- 64b. O Guds Lamm ur Liber Cantus, en liten sångbok och Svenska Mässan.
- 65. O Guds Lamm av Johan Lindegren.
- 66. O Guds Lamm av Gunnar Wennerberg.
- 67. O Guds Lamm av Giovanni Pierluigi da Palestrina för TTBB.
- 68. O Guds Lamm ur Spangenbers Kirschengensänge.
- 69. O Guds Lamm ur Bjuråkers-Handskrift.

### Tackom och lofvom. (Benedicamus.)
- 70. Tackom och lofvom i g-moll.
- 71. Tackom och lofvom i F-dur.
- 72. Tackom och lofvom i Ass-dur.
- 73. Tackom och lofvom i A-dur.
- 74. Tackom och lofvom i D-dur
- 75. Tackom och lofvom i C-dur.

### Trefaldigt Amen
76a-f. Trefaldigt Amen

### Litania
- 77. Litania Geistliche Lider von Martin Luther.
- 78. Litania skriven av kommittén.
- 79. Litania skriven av kommittén.

### Brudmässa.
- 80. Brudmässa i G-dur skriven av kommittén.
- 81. Brudmässa i F-dur skriven av kommittén.

### Begravningsmässa.
- 82. Begrafningsmässa i f-moll.
- 83. Begrafningsmässa i a-moll skriven av kommittén.

### O du Helge Ande, kom.
- 84. O du Helge Ande, kom (för SATBB)